# Kuschelina amplivittata
Kuschelina amplivittata är en skalbaggsart som först beskrevs av Blake 1927.  Kuschelina amplivittata ingår i släktet Kuschelina och familjen bladbaggar. Inga underarter finns listade i Catalogue of Life.